# Tommy Gemmell
Thomas "Tommy" Gemmell (Motherwell, 16 oktober 1943 - Glasgow, 2 maart 2017) was een Schots voetballer en voetbaltrainer. Hij was linksback en had een krachtig schot. Hij won met Celtic de Europacup I in 1967. Dit team kwam bekend te staan als de "Lisbon Lions", omdat de finale tegen Internazionale in Lissabon werd gespeeld. Gemmell scoorde in die wedstrijd (2-1) het eerste doelpunt.
Gemmell scoorde in de verloren Europacup I-finale van 1970 tegen Feyenoord. Hij is hierdoor een van de drie Britse spelers die wist te scoren in twee verschillende Europacup-finales. De andere zijn Phil Neal namens Liverpool en Gareth Bale voor Real Madrid.
Ook speelde hij 18 interlands voor het Schotse elftal.
Hij speelde liefst tien jaar voor Celtic en speelde daarna nog voor Nottingham Forest en Dundee FC. In 1973 stond hij onder contract bij Miami Toros in de Verenigde Staten, maar hij speelde hier uiteindelijk geen enkele wedstrijd.
Na zijn tijd als speler was hij enkele jaren trainer van zijn oude club Dundee en Albion Rovers.
Gemmell overleed op 2 maart 2017 op 73-jarige leeftijd na een lang ziekbed.